# Nancy Dorian
Nancy Dorian, née en 1936 à New Brunswick dans le New Jersey, morte le 24 avril 2024, est une linguiste et anthropologue américaine, spécialiste de l'étude du déclin et de l'extinction d'une langue.
Elle étudie le déclin du dialecte de l'East Sutherland du gaélique écossais pendant plus de 40 ans, particulièrement dans les villages de Brora, Golspie et Embo. Par leur isolement des autres communautés de langue gaélique, ces villages de l'East Sutherland sont un terrain de recherche privilégié pour étudier la mort d'une langue. Les travaux de Nancy Dorian représentent probablement la plus longue étude dans ce domaine. Elle est considérée comme une autorité de premier ordre dans ce domaine de la mort d'un langage. Mort de la langue : le cycle de vie d'un dialecte gaélique écossais, son étude sur le déclin du gaélique dans l'East Sutherland, est considérée comme « la première monographie majeure » sur l'extinction d'une langue. Joan Argenter indique que le nom de Nancy Dorian est particulièrement réputé parmi les linguistes, et que ses travaux influencent les recherches actuelles.

## Biographie

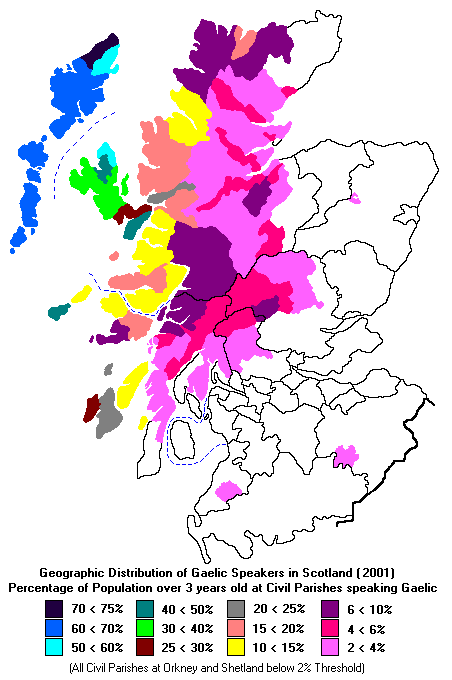
Selon le recensement de 2001, entre 2 % et 4 % de la population d'East Sutherland parlent le gaélique.

Nancy Currier Dorian naît en 1936 à New Brunswick, dans le New Jersey, aux États-Unis,. Élevée à proximité de Highland Park, elle étudie à la Highland Park High School dont elle est diplômée en 1954. Elle étudie l'anthropologie au Connecticut College for Women et obtient son diplôme avec la rare mention Summa cum laude (très honorable) en 1958. Elle obtient ensuite une maîtrise (1961) et un doctorat (1965) de l'Université du Michigan et enseigne la linguistique et l'anthropologie au Bryn Mawr College de 1965 à 1989, à l'Université de Pennsylvanie et à l'Université de Kiel. Nancy Dorian est professeur émérite au Bryn Mawr College. Elle est unitaire universaliste ; son hymne Dear Weaver of our Lives' Design remporte un prix pour la célébration de l'imagerie féminine du divin. Elle meurt subitement et paisiblement le 24 avril 2024 à Brunswick, dans le Maine.
Nancy Dorian remarque pour la première fois la langue gaélique pendant un travail de terrain pour le Linguistic Survey of Scotland en 1963. En notant qu'une forme de parler local en déclin offre une chance de découvrir quels types de changements se produisent à mesure qu'une forme de langage devient obsolète, elle commence une étude de long terme sur les changements dans le gaélique d'East Sutherland. Lorsque Nancy Dorian commence à étudier ce dialecte, il y en a encore plus de deux cents locuteurs à Brora, Golspie et Embo, dont 105 à Embo, où ils représentent plus d'un tiers de la population. Les anthropologues ont normalement pour habitude de changer de cadre de travail sur le terrain, mais les problèmes sanitaires ont contraint Nancy Dorian à rester dans la même région, donc à continuer ses études sur le développement de la langue de l'East Sutherland, une situation qui a eu pour effet secondaire bénéfique de produire une étude d’une portée et d’une continuité sans précédent,. Les chercheurs précédents se sont concentrés sur les locuteurs "NORM" (non-mobile old rural male : vieux hommes ruraux non mobiles) parlant un langage plus conservateur, au détriment de l'étude d'une communauté linguistique plus large,.
Elle invente le terme de « semi-locuteurs » pour désigner ceux qui parlent le gaélique imparfaitement, surtout parmi les jeunes générations. Son attention sur la manière dont la compétence vocale se développe différemment dans les langues en voie de disparition et obsolètes conduit les socio-linguistes à s'intéresser à la compréhension des différents types de locuteurs et de leurs relations avec le processus de changement de langue et d'inversion du changement de langue. Nancy Dorian critique les chercheurs qui se concentrent étroitement sur des locuteurs uniques, ignorant commodément les variations entre les locuteurs,.
Son ouvrage The Tyranny of Tide: An Oral History of the East Sutherland Fisherfolk ("La tyrannie des marées : une histoire orale des pêcheurs de l'East Sutherland") déplace les frontières entre linguistique et ethnologie, en révélant comment ces domaines s'éclairent et se complètent.

## Œuvres principales

### Mort de la langue: le cycle de vie d'un dialecte gaélique écossais(1981)
Nancy Dorian publie les résultats de ses seize années de recherche sur le gaélique d'East Sutherland sous le titre Language Death: The Life Cycle of a Scottish Gaelic Dialect (Mort de la langue : le cycle de vie d'un dialecte gaélique écossais). Selon Wolfgang U. Dressler, il s'agit de « la première monographie majeure » sur la disparition d'un langage. Pour Tracy Harris et Suzanne Romaine, c'est l'ouvrage le plus complet jamais publié sur le sujet. Tracy Harris déclare aussi que c'est « une grande contribution au domaine de la linguistique »,. Wolfgang Dressler écrit qu'il serait trop long de décrire tous les aspects louables de cet ouvrage, et qu'il est « indispensable » aux spécialistes de la disparition d'un langage.  Suzanne Romaine souligne la perspective multidisciplinaire avec laquelle Nancy Dorian aborde son travail, produisant un livre qui devrait séduire les ethnographes, les sociologues, les érudits celtiques, les historiens de l'Écosse et un large éventail de linguistes, y compris ceux spécialisés en sociolinguistique, en linguistique historique et en syntaxe.
Nancy Dorian identifie des modalités inattendues dans le changement de langue en East Sutherland ; elle note que la langue gaélique est capable de s'adapter à la vie moderne même si elle en perte de vitesse. Aucune diglossie ne se développe, les locuteurs pouvant emprunter des mots à l'anglais et de les appliquer à n'importe quelle discussion, même sur des sujets très techniques,. Elle classe les locuteurs en « locuteurs plus âgés », « locuteurs plus jeunes » et « semi-locuteurs », décrivant les différences linguistiques entre chaque type de locuteur. Sa découverte selon laquelle une communauté de niveau socio-économique homogène est caractérisée par un degré élevé de variation entre les locuteurs est ensuite développée dans son livre de 2010 Investigating Variation: The Effects of Social Organization and Social Setting (« Enquête sur la variation : les effets de l'organisation sociale et du contexte social »). Certains types de distinctions syntaxiques, telles que le genre grammatical, les cas grammaticaux et les deux constructions passives, sont perdues progressivement, plutôt que complètement effacées, comme certains théoriciens le prédisaient. Nancy Dorian n'observe pas les mêmes types de changements linguistiques que l'on pensait caractériser les langues en voie de disparition.
Elle postule que le type de changement linguistique dans les langues en danger est le même que dans les langues saines, mais que le rythme de ce changement est considérablement accéléré ; les caractéristiques déterminantes d'une langue en voie de disparition semblent plus sociolinguistiques que structurelles. Ses recherches montrent que l'éviction du gaélique du programme scolaire est un facteur majeur de son déclin, car elle réduit la fréquence et les possibilités d'utilisation du gaélique, tout en rabaissant son statut et diminuant son utilité aux yeux de la communauté,. Nancy Dorian découvre qu'un autre facteur important est la présence d'immigrants anglophones prospères, ce qui amène les locuteurs gaéliques, plus pauvres, à associer la langue anglaise à la réussite économique. Des recherches ultérieures montrent que les caractéristiques identifiées par Nancy Dorian sur le déclin du gaélique du Sutherland s'appliquent également à de nombreuses autres langues en déclin ou en voie de disparition.

### Enquête sur l'obsolescence: études sur la contraction du langage et la mort(1989)
Nancy Dorian forme le projet de ce recueil d'essais lorsqu'elle se rend compte qu'il n'existe pas de conférences ou de revues consacrées à l'étude du déclin et de la disparition d'un langage, où les chercheurs de ce domaine pourraient partager des idées. Cet ouvrage est décrit par Dorian comme un tremplin vers de futures recherches sur la mort du langage. En examinant trente-sept langues et dialectes, les auteurs des essais contribuent à mettre à disposition de la communauté scientifique des informations sur des langues minoritaires spécifiques. De plus, les différentes méthodologies utilisées aident d’autres chercheurs à en apprendre davantage sur les modalités de recherche sur les langues en danger. Les essais expliquent comment les méthodologies des apprenants de langues secondes pourraient être appliquées à l'étude des locuteurs par héritage de langues en voie de disparition pour lesquels la langue n'est pas leur principal mode de communication, c'est l'un des principaux objectifs de Nancy Dorian pour élaborer ce recueil. Carl Blyth estime que ce livre marque une étape importante car il établit un programme plus cohérent dans un domaine émergent. Selon Emanuel Drechsel, Enquête sur l'obsolescence est comparable à d'autres recueils majeurs d'essais sociolinguistiques.

### Destins et perspectives des petites langues: leçons de persistance et de changement des langues en danger (2014)
Dans cet ouvrage, le principal objet d'étude de Nancy Dorian porte sur les petites villes portuaires de Brora, Golspie et Embo, situées dans l'est du Sutherland, peuplées de pêcheurs, et l'évolution progressive du dialecte gaélique dans ces villes. Nancy Dorian note qu'à son arrivée, de nombreuses personnes sont bilingues gaélique et anglais, ce qui permet une documentation très approfondie des changements linguistiques comme les modes de discours et une diminution globale des compétences et du niveau de langue,. Nancy Dorian analyse la théorie linguistique et l'importance de sa contribution au changement linguistique. Elle soutient qu'il est important d'analyser la diversité des locuteurs et leur capacité à utiliser la langue gaélique. Elle conclut ce livre par des notes sur le travail de terrain et sur sa méthodologie au sein de la communauté lorsqu'elle prend du recul en tant qu'étrangère, et utilise ses décennies de travail pour fournir une vision approfondie de la transformation de la langue gaélique.
Selon la linguiste Lenore A. Grenoble, ce qui est le plus frappant à propos de ce livre est qu'il reste pertinent dans son domaine aujourd'hui, étant donné que le livre s'étend sur plusieurs décennies de travail. De plus, l'anthropologue Emily McEwan-Fujita apprécie particulièrement la valeur de ce livre comme ressource pour les étudiants et les universitaires. Leonore Grenoble souligne également l'utilité de publier un livre de ce type qui permet un accès plus facile là où la recherche de traces plus anciennes peut s'avérer difficile.

## Postérité
Carl Blyth écrit en 1994 que Nancy Dorian a le grand mérite d'avoir attiré précocement et constamment l'attention des linguistes et des anthropologues sur l'importance des langues en danger.
Nancy Dorian fait l'objet en 2005 d'un documentaire diffusé sur BBC Alba : « Mar a Chunnaic Mise : Nancy Dorian agus a' Ghàidhlig » (« Comme je l'ai vu : Nancy Dorian et le gaélique »). Le documentaire est consacré à ses travaux de recherche et d'observation du gaélique d'East Sutherland,.
Nancy Dorian reçoit en 2012 le prix Kenneth L. Hale de la Linguistic Society of America, un prix qui récompense les chercheurs pour leurs travaux sur les langues en voie de disparition ou éteintes. Ce prix a été décerné à Nancy Dorian pour « des recherches sur le gaélique écossais qui s'étendent sur une période de près de cinquante ans (...) et pour son plaidoyer efficace en faveur de la cause de la préservation et de la revitalisation des langues en danger ».
Elle reçoit en 2015 un diplôme honorifique de l'université de Glasgow,.

## Principaux travaux
- (en) Nancy C. Dorian, East Sutherland Gaelic: the dialect of the Brora, Golspie, and Embo fishing communities, Dublin Institute for Advanced Studies, 1978 (ISBN 9781855000995, lire en ligne).
- (en) Nancy C. Dorian, Language Death: The Life Cycle of a Scottish Gaelic Dialect, University of Pennsylvania Press, 1981 (ISBN 9780812277852, lire en ligne).
- (en) Nancy C. Dorian, The tyranny of tide: An Oral History of the East Sutherland Fisherfolk, Karoma, 1985 (ISBN 9780897200622, lire en ligne).
- (en) Investigating Obsolescence: Studies in Language Contraction and Death, Cambridge University Press, 1992 (1re éd. 1989) (ISBN 9780521437578, lire en ligne).
- (en) Nancy C. Dorian, Investigating Variation: The Effects of Social Organization and Social Setting, Oxford University Press, 2010 (ISBN 9780199738250, lire en ligne).
- (en) Nancy Dorian, Small-Language Fates and Prospects: Lessons of Persistence and Change from Endangered Languages: Collected Essays, Brill, 2014 (ISBN 9789004261938, lire en ligne).